# Strategos

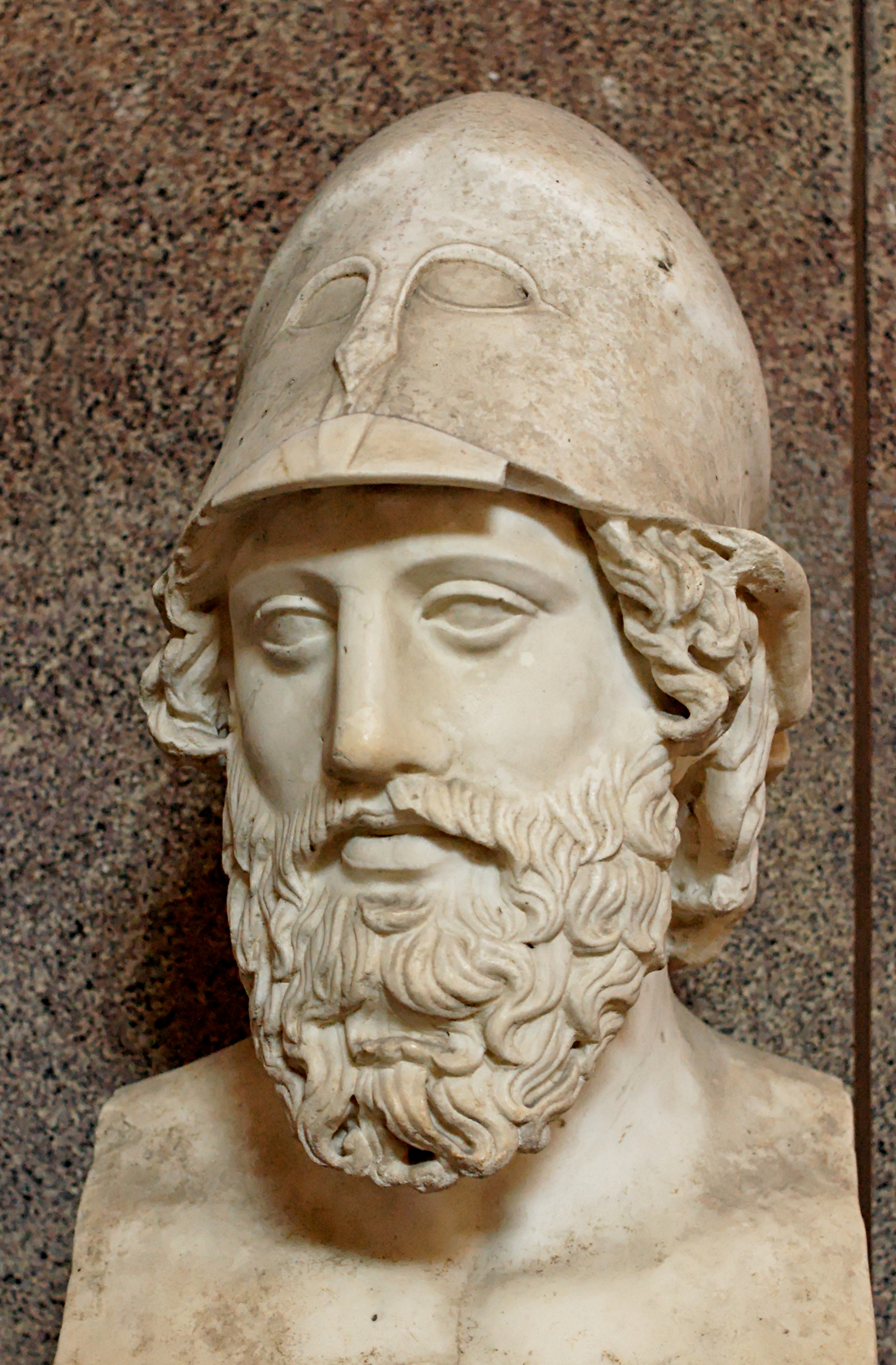
Herme eines unidentifizierten Strategen; römische Kopie nach griechischem Original von 400 v. Chr.

Strategos (altgriechisch στρατηγός stratēgós, Plural στρατηγοί stratēgoí, deutsch auch Stratege) ist die antike Bezeichnung für ein militärisches Amt im griechischen Sprachraum mit der deutschen Bedeutung „Heerführer“. Heute entspricht der Rang des Strategos (στρατηγός stratigós) in den griechischen Streitkräften dem General. Am bekanntesten dürften die zehn Strategen sein, die von den zehn Phylen im antiken Athen gewählt wurden.

## Athen
Voraussetzung, um in das Zehnerkollegium der Strategen gewählt zu werden, war die Befähigung zum Amt, d. h. das Wissen um die Kriegskunst und Strategie. Zudem verfügten die potentiellen Kandidaten über einiges Ansehen in „ihrer“ Phyle, obwohl sie aus allen Bürgern und nicht mehr nach Phylen gewählt wurden. Die Amtszeit der Strategen betrug offiziell ein Jahr, tatsächlich dauerte sie wegen der Aufgabenverteilung länger, die Wiederwahl war, im Gegensatz zu allen anderen wichtigen Archonten (Beamten), zulässig.
Erste Aufgabe der Strategen war die Führung des Heeres in Kriegszeiten, ab dem 5. Jahrhundert linear zum Niedergang des Polemarchen-Amtes, die permanente Führung und Befehlsgewalt über Heer und Flotte. Im Laufe der Zeit bildeten sich im Kollegium Geschäftsbereiche aus: Feldzüge, Landesverteidigung, Hafen, Bestimmung der Trierarchen („Kapitäne“) und Sorge um die Schiffshäuser, fünf Strategen blieben zur freien Verfügung, also in erster Linie für militärische Operationen.
Aufgrund dieses breiten Aufgabengebietes fielen ihnen auch andere zu: Aushebung von Heeresaufgeboten im Kriegsfall, Schutz des Landes, Sicherung der Schifffahrt, Beaufsichtigung fremder Gemeinden unter athenischer Obhut, dadurch auch die Pflege von auswärtigen Angelegenheiten und Verhandlungen mit Feinden bis hin zum Vertragsschluss. Hinzu kamen der Vorsitz bei militärischen Gerichtsverfahren und die Darbringung von Opfern für Götter, die im Zusammenhang mit Krieg oder Frieden standen. Das Strategenamt erfreute sich zunehmender Beliebtheit. Im Zuge der Wiederwahl erfuhr es unter einigen besonders prominenten Strategen noch einen Ausbau, wie z. B. im Fall des Perikles, der über sieben Jahre lang Stratege war.
Im Krieg und in der Schlacht bildeten die Strategen in der Regel ein gleichberechtigtes Kollegium mit täglich wechselndem Vorsitz, wobei man allerdings auch die spezifischen Kompetenzen der einzelnen Personen berücksichtigte. In Ausnahmefällen gab es schließlich auch die Ernennung eines „strategós autokrátor“ mit den Kompetenzen eines Oberbefehlshabers.

## Weitere Entwicklung
Im Hellenismus wurde der Begriff strategos weiter benutzt, wobei er nicht nur für Generäle reserviert blieb, sondern in verschiedenen Ländern auch andere Profile beschrieb.
In mehreren griechischen Städtebünden war der Titel für das Staatsoberhaupt reserviert, so im Arkadischen Bund, im Aitolischen Bund, im Achäischen Bund und im Akarnanischen Bund. Diese Strategen waren jährlich gewählt und vereinigten in einer Hand das Amt des Regierungschefs und des Oberbefehlshabers. Zwei prominente Staatsmänner, die von den Achaiern wiederholt in das Amt gewählt wurden, waren Aratos von Sikyon und Philopoimen. Die Figur des Strategen in Achaia wurde 1783 zum Vorbild für die Rolle des Präsidenten der Vereinigten Staaten.
Als Strategen bezeichneten die Griechen auch die Vorstände der Gaue im alten Ägypten der griechisch-römischen Zeit. Diese Strategen verloren in ptolemäischer Zeit ihre militärische Funktion und wurden zu Verwaltungsbeamten. Dazu kamen im 2. Jh. vor Christus zwei epistrategoi („Über-strategoi“), jeweils einer für Unterägypten (auf Griechisch Chora) und für die Thebais. Auch in römischer Zeit blieben die Gaustrategen als strategoi tou nomou die Vorstände der Gaue (nomoi). Im 4. Jahrhundert nach Christus wurden die Strategen durch die exactores ersetzt, nachdem sie zuvor einen großen Teil ihrer Befugnisse an andere Institutionen abgeben mussten.
Außerdem gab es im ägyptischen Alexandria einen Stadtstrategen mit polizeiähnlichen Aufgaben.
Der Begriff Stratege war zudem Teil der Titulatur der römischen Kaiser im griechischen Sprachraum (vgl. Imperator).
Nach den Strategen der Antike sind die modernen Begriffe Stratege und Strategie benannt.

## Byzantinisches Reich
Im Byzantinischen Reich wurden im Rahmen der Themenordnung (von der Mitte des 7. Jahrhunderts bis in das späte 11. Jahrhundert) auch die mit zivil-militärischen Vollmachten ausgestatteten Gouverneure als strategoi tituliert. Seit dem späten 10. Jahrhundert wurden dann in neu eroberten Gebieten auf dem Balkan und an der Ostgrenze neue, kleinere Themen bzw. Militärkommandos (strategia, „Generalität“) geschaffen, die lediglich aus einer Festung samt Umgebung bestanden, sowie überregionale Kommandos unter einem doux oder katepano, die mehrere kleinere Themen oder strategiai gruppierten. Seit dem späten 11. Jahrhundert behielt der Titel nur seine allgemeine Bedeutung („General, Heerführer“), die bis heute bestehen bleibt.

## Moderne Verwendung

Die Insignien eines Strategos der griechischen Streitkräfte.

Heutzutage entspricht der Rang des Strategos in den griechischen Streitkräften dem vollen Generalsrang. Antistrategos („Vize-Strategos“) und Ypostrategos („Unter-Strategos“) werden für den Generalleutnant bzw. den Generalmajor verwendet. Im gewöhnlichen Sprachgebrauch werden alle mit Strategos bezeichnet und angesprochen. Unter der Monarchie war der Rang exklusiv dem König und den Prinzen vorbehalten, der erste Karriereoffizier, der ihn erhielt, war Alexandros Papagos (später auch Feldmarschall und Premierminister von Griechenland). In der heutigen Republik ist Strategos der höchste erreichbare Rang für Offiziere, und wird nur vom Chef des Generalstabs für Nationale Verteidigung gehalten, wenn er ein Armee-Offizier ist. Der Rang wird auch ehrenhalber den Stabschefs der Armee vergeben, wenn sie in den Ruhestand gehen. In der Griechischen Polizei, der Griechischen Feuerwehr und der Zyprischen Nationalgarde ist der höchste erreichbare Rang der des Antistrategos.